# Challenger de Lyon-2 2024
El torneo All In Open 2024 fue un torneo de tenis perteneció al ATP Challenger Tour 2024 en la categoría Challenger 75. Se trató de la 1ª edición; el torneo tuvo lugar en la ciudad de Lyon (Francia), desde el 11 hasta el 17 de noviembre de 2024 sobre pista dura bajo techo.

## Jugadores participantes del cuadro de individuales
| Preclasificado | País                            | Jugador           | Rank1 | Posición en el torneo |
| 1              | Bandera de Croacia              | Borna Ćorić       | 95    | Cuartos de final      |
| 2              | Bandera de Italia               | Luca Nardi        | 102   | Primera ronda         |
| 3              | Bandera de Bosnia y Herzegovina | Damir Džumhur     | 104   | Primera ronda         |
| 4              | Bandera de Francia              | Harold Mayot      | 107   | Segunda ronda         |
| 5              | Bandera de Kazajistán           | Mikhail Kukushkin | 108   | Primera ronda         |
| 6              | Bandera de Bélgica              | Raphaël Collignon | 138   | CAMPEÓN               |
| 7              | Bandera de Brasil               | João Fonseca      | 150   | Semifinales           |
| 8              | Bandera de Francia              | Hugo Grenier      | 158   | Primera ronda         |

- 1 Se ha tomado en cuenta el ranking del 4 de noviembre de 2024.

### Otros participantes
Los siguientes jugadores recibieron una invitación (wild card), por lo tanto ingresan directamente al cuadro principal (WC):
- Kyrian Jacquet
- Loann Massard
- Tom Paris

Los siguientes jugadores ingresan al cuadro principal tras disputar el cuadro clasificatorio (Q):
- Alexis Gautier
- Maxime Janvier
- Miloš Karol
- Luka Pavlovic
- Oleg Prihodko
- Vitaliy Sachko

## Campeones

### Individual Masculino
- Raphaël Collignon derrotó en la final a  Calvin Hemery por 6–4, 6–2

### Dobles Masculino
- Luke Johnson /  Lucas Miedler derrotaron en la final a  Sergio Martos Gornés /  David Pichler por 6–1, 6–2